# Vladimir Voltchkov
Pour les articles homonymes, voir Voltchkov.
Vladimir Nikolaïevitch Voltchkov (du russe : Владимир Николаевич Волчков), ou Uladzimir Mikalaïevitch Valtchkow (du biélorusse : Уладзімір Мікалаевіч Валчкоў), né le 7 avril 1978 à Minsk, est un joueur biélorusse de tennis.
Il est connu pour avoir atteint les demi-finales du tournoi de Wimbledon en 2000 en étant issu des qualifications.

## Carrière
Sur le circuit junior, il est quart de finaliste à Wimbledon en 1995, battu par Olivier Mutis et finaliste aux Championnats d'Europe deux semaines plus tard contre Peter Wessels. En 1996, il remporte le tournoi de Wimbledon en battant Ivan Ljubičić (3-6, 6-2, 6-3). En décembre, il est demi-finaliste de l'Orange Bowl et atteint la 7e place au classement ITF junior à l'issue du tournoi.
Chez les professionnels, il se fait remarquer dès 1998 à Wimbledon. Issu des qualifications, il élimine Karol Kučera, 12e joueur mondial (7-66, 6-3, 6-4), avant de se hisser jusqu'au troisième tour.
En 2000, il se révèle en atteignant à la surprise générale les demi-finales du tournoi de Wimbledon alors qu'il n'était classé qu'à la 237e place mondiale et avait dû disputer le tournoi de qualification. Il amasse à cette occasion plus de 179 000 $, soit autant que ce qu'il avait gagné en 4 ans de carrière. Il bat notamment deux top 20 au cours du tournoi dont Cédric Pioline, 6e, au 2e tour. Cette performance l'amène au 69e rang à l'ATP. En septembre, il est sélectionné aux Jeux olympiques de Sydney. Il échoue au deuxième tour en simple et atteint les quarts de finale en double avec Max Mirnyi. En novembre, il est demi-finaliste à Brighton.
Parcours au tournoi de Wimbledon 2000 :
- 1er tour de qualification : bat Satoshi Iwabuchi, 282e, 6-4, 3-6, 6-4
- 2e tour de qualification : bat Antony Dupuis, 105e, 6-1, 6-72, 8-6
- 3e tour de qualification : bat Julian Knowle, 216e, 6-2, 3-6, 6-3, 4-1, ab.
- 1er tour : bat Juan Ignacio Chela, 34e, 6-75, 6-3, 3-6, 6-3, 6-0
- 2e tour : bat Cédric Pioline, 6e, 6-3, 6-3, 2-6, 3-6, 6-4
- 3e tour : bat Younès El Aynaoui, 16e, 7-64, 7-5, 7-64
- Huitième de finale : bat Wayne Ferreira, 37e, 6-3, 6-4, 7-6
- Quart de finale : bat Byron Black, 52e, 7-62, 7-62, 6-4
- Demi-finale : battu par Pete Sampras, 3e, 7-64, 6-2, 6-4[4].

L'année suivante, il y atteint la demi-finale en double du tournoi de Wimbledon avec Max Mirnyi grâce notamment à une victoire sur les no 3 et 4 mondiaux au deuxième tour : Daniel Nestor et Sandon Stolle. Il est aussi demi-finaliste à Doha et Rotterdam avec des succès sur Nicolas Kiefer et Dominik Hrbatý. Malgré 4 victoires pour 20 défaites à partir du mois de mars, il parvient à se maintenir dans le top 100.
En 2002, il atteint la finale de l'Open de Tachkent en étant issu des qualifications, profitant de l'abandon en quart de finale du no 2 mondial, Tommy Haas. En octobre, à Saint-Pétersbourg, il élimine Marat Safin, 3e à l'ATP en deux sets (6-4, 6-4), puis s'incline en demi contre Mikhail Youzhny. En 2003, il est quart de finaliste à quatre reprises sur le circuit ATP. Depuis 2004, il joue essentiellement dans des tournois Challenger puis Future à partir de 2006. Embêté par plusieurs ennuis physiques, il met fin à sa carrière en 2008.
En simple, il a remporté sept tournois Challenger : Puebla en 1998, Hambourg et Ljubljana en 1999, Fergana en 2000, Manchester et Aix-la-Chapelle en 2002, Wrexham et Sarajevo en 2005, ainsi que cinq tournois Futures. En double, il compte cinq titres Challeger à son actif : Bristol en 1998, Naples et Rome en 2002, Ségovie en 2004 et Cordoue en 2005. Il a également remporté six Futures.
Membres emblématique de l'équipe de Biélorussie de Coupe Davis, deuxième joueur le plus prolifique de l'équipe derrière Max Mirnyi, son partenaire de double, il a participé à 32 rencontres pendant 15 ans et a gagné 43 matchs pour 29 défaites. Ses performances lui ont valu un Davis Cup Commitment Award en 2014. Il a participé aux débuts de l'équipe en 3e division continentale en 1994 et n'a manqué qu'une seule rencontre jusqu'à l'arrêt de sa carrière en 2008 (contre le Luxembourg en 1998). Il participe aux barrages du groupe mondial en 2000 et 2001. Après une défaite contre le Zimbabwe, Voltchkov et Mirnyi parviennent à eux seuls de remporter six rencontres d'affilée : une en barrages en 2002, trois dans le groupe 1 puis en barrage en 2003 et deux dans le groupe mondial en 2004. Cette année-là, ils éliminent la Russie et l'Argentine avant de s'incliner en demie contre les États-Unis. En 2006, alors qu'il n'a joué qu'un seul match en 4 mois et qu'il est sur la pente descendante (classé que 301e), il réalise l'exploit de battre l'Espagne à domicile en s'imposant sur David Ferrer, no 10 (6-3, 6-4, 6-3), López/Verdasco (7-62, 6-4, 7-5) et Tommy Robredo, no 14 (7-66, 6-3). Depuis 2014, il est le capitaine de l'équipe de Coupe Davis.

## Palmarès

### Titre en simple
Aucun

### Finale en simple (1)
| No | Date       | Nom et lieu du tournoi    | Catégorie   | Surface    | Vainqueur           | Score     |  |
| -- | ---------- | ------------------------- | ----------- | ---------- | ------------------- | --------- |  |
| 1  | 09/09/2002 | President's Cup, Tachkent | Int' Series | Dur (ext.) | Ievgueni Kafelnikov | 7-66, 7-5 |  |

### Titre en double (1)
| No | Date       | Nom et lieu du tournoi | Catégorie   | Surface    | Partenaire     | Finalistes                     | Score         |          |
| -- | ---------- | ---------------------- | ----------- | ---------- | -------------- | ------------------------------ | ------------- | -------- |
| 1  | 10/02/2003 | Siebel Open San José   | Int' Series | Dur (ext.) | Lee Hyung-taik | Paul Goldstein Robert Kendrick | 7-5, 4-6, 6-3 | Parcours |

### Finale en double
Aucune

## Parcours dans les tournois duGrand Chelem

### En simple
| Année | Open d'Australie | Open d'Australie | Internationaux de France | Internationaux de France | Wimbledon       | Wimbledon        | US Open         | US Open        |
| ----- | ---------------- | ---------------- | ------------------------ | ------------------------ | --------------- | ---------------- | --------------- | -------------- |
| 1998  | —                | —                | —                        | —                        | 3e tour (1/16)  | D. Sanguinetti   | —               | —              |
| 1999  | 1er tour (1/64)  | Daniel Nestor    | 1er tour (1/64)          | Markus Hantschk          | 1er tour (1/64) | Gianluca Pozzi   | —               | —              |
| 2000  | —                | —                | —                        | —                        | 1/2 finale      | Pete Sampras     | —               | —              |
| 2001  | 1er tour (1/64)  | Bohdan Ulihrach  | 1er tour (1/64)          | J-R. Lisnard             | 1er tour (1/64) | Mikhail Youzhny  | 2e tour (1/32)  | J. C. Ferrero  |
| 2002  | 1er tour (1/64)  | Tim Henman       | —                        | —                        | —               | —                | —               | —              |
| 2003  | 1er tour (1/64)  | Guillermo Cañas  | 1er tour (1/64)          | Tim Henman               | 1er tour (1/64) | David Nalbandian | 1er tour (1/64) | Lee Hyung-taik |
| 2004  | —                | —                | 2e tour (1/32)           | Nicolás Massú            | —               | —                | —               | —              |

N.B. : à droite du résultat se trouve le nom de l'ultime adversaire.

### En double
| Année | Open d'Australie           | Open d'Australie          | Internationaux de France  | Internationaux de France | Wimbledon               | Wimbledon               | US Open                  | US Open                   |
| ----- | -------------------------- | ------------------------- | ------------------------- | ------------------------ | ----------------------- | ----------------------- | ------------------------ | ------------------------- |
| 2001  | —                          | —                         | —                         | —                        | 1/2 finale Max Mirnyi   | D. Johnson Jared Palmer | 2e tour (1/16) D. Hrbatý | Ellis Ferreira Rick Leach |
| 2002  | 1er tour (1/32) I. Labadze | Martin Damm D. Prinosil   | 1er tour (1/32) N. Godwin | Jordan Kerr G. Silcock   | 1/8 de finale N. Godwin | D. Johnson Jared Palmer | —                        | —                         |
| 2003  | 2e tour (1/16) Max Mirnyi  | Gastón Etlis M. Rodríguez | 2e tour (1/16) H. Lee     | M. Knowles D. Nestor     | 1er tour (1/32) H. Lee  | Ota Fukárek Petr Luxa   | —                        | —                         |

N.B. : le nom du ou de la partenaire se trouve sous le résultat ; le nom des ultimes adversaires se trouve à droite.

## Parcours dans lesMasters 1000
| Année | Indian Wells            | Miami                 | Monte-Carlo            | Rome                  | Hambourg               | Canada | Cincinnati              | Stuttgart puis Madrid | Paris |
| ----- | ----------------------- | --------------------- | ---------------------- | --------------------- | ---------------------- | ------ | ----------------------- | --------------------- | ----- |
| 2000  | -                       | -                     | -                      | -                     | -                      | -      | 1er tour Mariano Puerta | -                     | -     |
| 2001  | 1er tour A. Di Pasquale | 2e tour Ivan Ljubičić | 1er tour Albert Portas | 1er tour Hicham Arazi | 1er tour Albert Portas | -      | 1er tour Michael Chang  | -                     | -     |
| 2003  | -                       | 1er tour F. Clavet    | -                      | -                     | -                      | -      | -                       | -                     | -     |

N.B. : sous le résultat se trouve le nom de l’ultime adversaire.